# Caso 'La Manada
O caso de estupro de La Manada começou com o estupro coletivo de uma garota de 18 anos em 7 de julho de 2016 durante as comemorações de San Fermín em Pamplona, Navarra, Espanha. O caso atraiu intenso escrutínio público ao questionar a definição de estupro na lei espanhola. Cinco homens, incluindo um membro da Guarda Civil e outro do Exército espanhol de Sevilha, filmaram-se atacando repetidamente a menina no vestíbulo de um prédio de apartamentos. La Manada significa "O bando " em espanhol.
Após a prisão e julgamento, os homens foram inocentados das acusações de agressão sexual e, em vez disso, considerados culpados de abuso sexual porque a promotoria não conseguiu provar que eles empregaram violência para subjugar a vítima. Milhares foram às ruas em Pamplona e na Espanha para manifestar sua desaprovação ao veredicto. O inquérito da agressão revelou imagens compartilhadas nas redes sociais gravadas pelos agressores em Pozoblanco, Andaluzia, mostrando uma menina inconsciente deitada em sua van sujeita a apalpações e escárnio, o que deu origem a outro processo .
Em sentença proferida em 21 de junho de 2019, a Suprema Corte espanhola reverteu a sentença de primeira instância e afirmou que os homens eram culpados de estupro, condenando José Ángel Prenda, Jesús Escudero, Alfonso Jesús Cabezuelo, Antonio Manuel Guerrero e Ángel Boza a 15 anos de prisão prisão; Guerrero recebeu mais dois anos por roubar o celular da vítima.

## Background

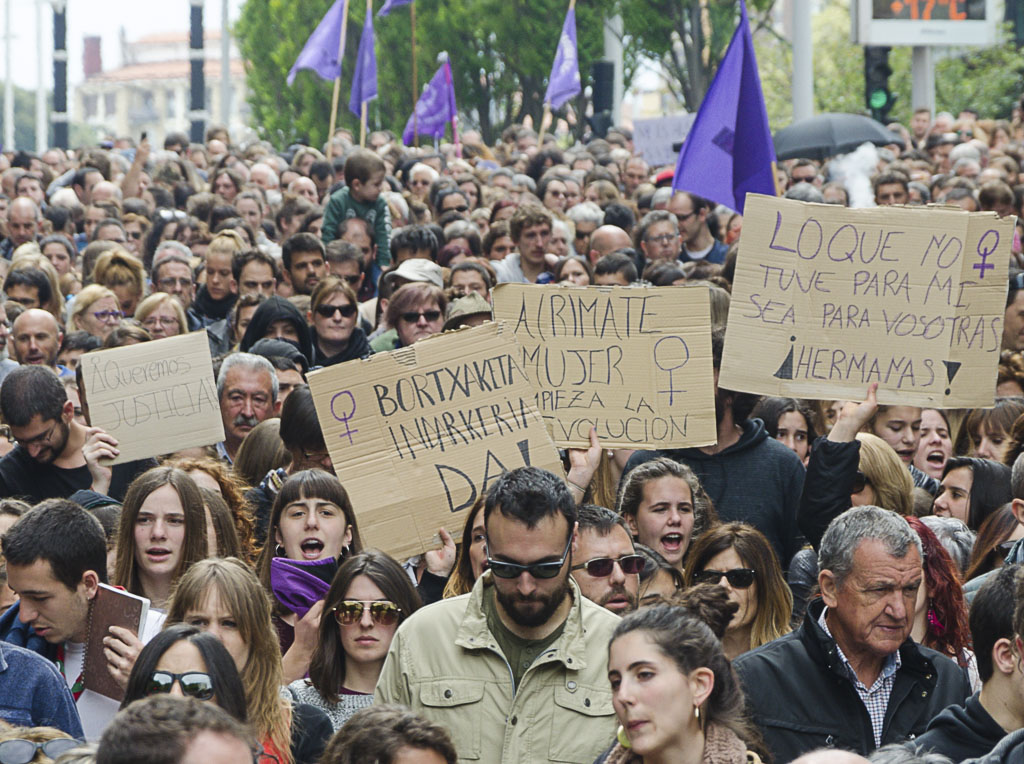
Manifestação contra a sentença em Pamplona

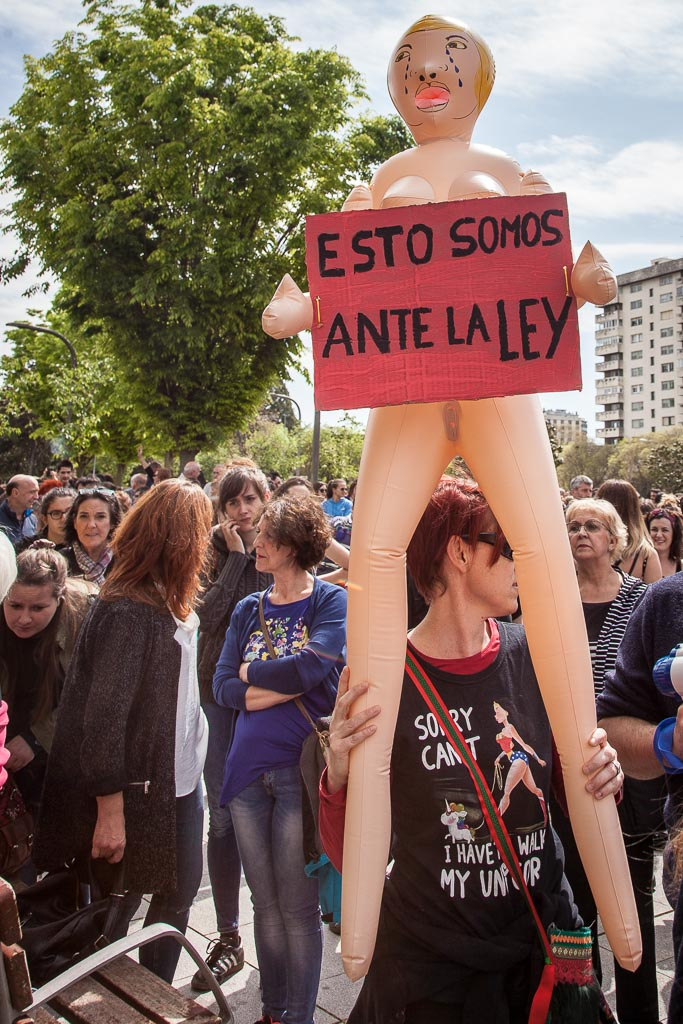
Manifestantes em Pamplona

Na madrugada de 7 de julho, uma jovem de 18 anos denunciou um estupro à Polícia de Pamplona, perpetrado por cinco jovens. A jovem, que se dirigia para o seu carro para dormir, foi acompanhada durante parte do percurso pelo grupo de homens que acabara de conhecer. Ela alegou que eles a empurraram para a porta de um prédio. Enquanto alguns cometeram o crime, outros gravaram em seus celulares. Mais tarde, ela foi abandonada na porta e seu celular foi roubado.
Os perpetradores compartilharam o vídeo do ataque em um grupo de WhatsApp chamado "La Manada" ("a matilha"). Sete trechos desse vídeo foram estudados pela polícia em um relatório de 200 páginas no qual consta que a menina manteve uma atitude "passiva e neutra", que sua atitude não foi "participativa" e que houve "humilhação e irritação" em direção a ela.
Após o crime, um casal na rua abordou a vítima e chamou a polícia local de Pamplona. Após uma entrevista com a vítima, pelo menos três policiais iniciaram uma busca pelos criminosos às 3h30. Eles seguiram a descrição fornecida e inspecionaram as câmeras de segurança nas ruas do centro de Pamplona. Depois de rastrear os homens de La Manada na tradicional corrida de touros, a polícia local e navarra os prendeu no mesmo dia por volta do meio-dia no bairro da cidade de San Jorge.

## Tentativas

### Acusações arquivadas
A acusação foi representada pelo promotor público, a vítima, a cidade de Pamplona e o governo de Navarra . O tribunal considerou na sentença que o depoimento da vítima era objetivamente verossímil, consistente ao longo da investigação, não apresentava “elementos improváveis” e não apresentava “motivos espúrios” para fazer a acusação. Considerou que houve "violência mínima" e "intimidação gravíssima que impediu a defesa da vítima" cercada pelos cinco homens, e que a deixaram desamparada após o ocorrido porque levaram seu celular. A ré argumentou que foi sexo grupal consensual e fez a denúncia por temer que o vídeo pudesse ser visto por outras pessoas. 

### Desenvolvimento
Um ano e meio depois da agressão, em 15 de novembro de 2017, o Tribunal de Navarra tomou dois caminhos divergentes em relação às provas durante o inquérito; aceitou por unanimidade como prova um relatório de um detetive particular contratado pela defesa para rastrear o paradeiro e o comportamento da vítima após sua agressão, com o objetivo final de mostrar que a vítima "mantinha interações normais" nas redes sociais e minar seu caso. Por outro lado, o tribunal rejeitou como prova relevante para o processo a filmagem de 1º de maio de 2016 em Pozoblanco, Andaluzia, mostrando os homens de La Manada sentados em sua van ao lado de uma menina inconsciente de 21 anos, e falando em "foder a Bela Adormecida", "a nova Marta del Castillo ", perguntando-se se ela estava morta, além de citar burundanga e clorofórmio .
Na quinta-feira, 26 de abril de 2018, cinco meses após o julgamento, o Tribunal Provincial de Navarra publicou sua sentença. O tribunal condenou os cinco acusados a nove anos de prisão por abuso sexual continuado, embora não os tenha considerado culpados de agressão sexual (o que significaria 12 a 15 anos de prisão). Como resultado, os condenados foram libertados sob fiança de 6.000 euros, até uma decisão final do tribunal. Em meio ao alvoroço causado pela decisão judicial, as forças de oposição criticaram duramente o governo espanhol por não incorporar ao Código Civil espanhol a Convenção de Istambul, assinada quatro anos antes, e por não fazer cumprir o Acordo Estadual contra a Violência de Gênero. Em 5 de dezembro de 2018, o Tribunal Provincial de Navarra confirmou a sentença inicial, com dois juízes dissidentes que ainda consideravam que a vítima foi alvo de agressão.
Em 4 de janeiro de 2019, o Tribunal Provincial de Navarra rejeitou a intenção da acusação popular, ou seja, a Cidade de Pamplona e o Governo de Navarra de prender os condenados, confirmando sua liberdade. Apesar de ser considerado um delito grave, o Tribunal de Navarra optou por deixar os condenados em liberdade condicional até o trânsito em julgado da sentença, alegando "inexistência de risco de fuga". Antes da decisão final da Suprema Corte sobre o caso, a Agência de Proteção de Dados impôs a um dos assaltantes uma multa de € 150.000 por distribuir as imagens da vítima durante o ataque.

### frase final
Em 21 de junho de 2019, a Suprema Corte da Espanha elevou as condenações anteriores dos cinco homens por abuso sexual para agressão sexual contínua e proferiu penas de prisão de 15 anos. A sentença afirma que a vítima foi "intimidada", foi "dominada pelo medo" e "não pôde oferecer resistência", concluindo que o crime foi um estupro. Antonio Manuel Guerrero recebeu mais dois anos por roubar o celular da vítima. A sentença também os proibiu de se aproximarem a menos de 500 metros da vítima por um período de 20 anos e ordenou uma indenização no valor de € 100.000.
O Tribunal de Navarra ordenou a detenção imediata dos cinco condenados por risco de fuga, no momento em que dois deles estavam prestes a deixar Sevilha. Ao ser transferido para a prisão após a prisão, El Prenda, um dos perpetradores, foi filmado exibindo um sorriso malicioso para as câmeras. Após a notificação da sentença final, o Gabinete Chefe da Guarda Civil anunciou que iniciaria o procedimento para remover Guerrero da polícia espanhola "o mais rápido possível".
Em 5 de julho de 2019, o Supremo Tribunal emitiu a sentença completa, detalhando diferentes pontos que geraram polêmica e a definição de agressão sexual (agressão). A sentença afirma que "o sexo consensual só é esclarecido por consentimento explícito ou claramente inferido das circunstâncias" de acordo com a Convenção de Istambul, considera a primeira sentença do Tribunal de Navarra um 'erro' e afirma que "a vítima precisa mostrar nenhuma oposição heróica, o que pode levar a mais danos a ela".

### Detalhes legais espanhóis
Na Espanha, o crime de sexo sem consentimento tem 2 categorias legais, agressão sexual ou abuso sexual. A agressão sexual é definida como necessitando de violência ( violencia ) ou intimidação ( intimidación ), o abuso sexual é sem violência, no entanto, existem controvérsias quanto à interpretação desses termos legais pelo público; "intimidação" é mais estreito do que abuso de superioridade ou influência sobre a vítima.

## Reações
Após as primeiras condenações, houve manifestações em cidades espanholas contra a clemência da sentença, e figuras políticas e sociais manifestaram seu desacordo. Associações feministas, como a plataforma 7N, denunciaram a primeira frase como "precedente muito ruim". Ressaltaram que mais uma vez as mulheres são responsabilizadas pelas agressões que sofrem. Em 22 de junho de 2018, os cinco culpados foram libertados sob fiança de 6.000 euros. Joseba Asiron (EH Bildu), prefeito de Pamplona na época do assalto, criticou a sentença e considerou a decisão de libertar os condenados "altamente angustiante". As atrizes americanas Jessica Chastain e Rose McGowan condenaram a sentença.
Após a condenação em abril de 2018, o oficial da Guarda Civil Antonio Manuel Guerrero e o soldado do exército Alfonso Jesús Cabezuelo foram suspensos do serviço, mas continuaram recebendo 75% de seu salário até que todas as apelações fossem julgadas. Cabezuelo foi expulso do exército em outubro de 2018. Guerrero ocupou o cargo no corpo da polícia paramilitar até a notificação da sentença final.

Em resposta à sentença final, as associações feministas, Manuela Carmena, Pedro Sanchez, Irene Montero, Pablo Iglesias, Joseba Asiron e Ines Arrimadas saudaram a decisão e a definição do crime como estupro. Juan Carlos Girauta comparou os estupradores aos líderes pró-independência que enfrentam julgamento para o referendo de 1-O 2017, rotulados de 'golpistas'. Quando a decisão final da Suprema Corte foi proferida em 21 de junho de 2019, 130 associações feministas exigiram que esta sentença estabelecesse um precedente legal para o futuro.

## Desenvolvimentos relacionados
Durante a liberdade condicional dos réus aguardando o resultado de seu recurso, quatro membros da 'Manada' foram processados por outro caso de abuso sexual envolvendo uma mulher de 21 anos inconsciente, deitada sem reação na van dos réus em Pozoblanco, Andaluzia. No final de outubro, os condenados foram declarados persona non grata em Pozoblanco, Córdoba, cidade natal da vítima da suposta agressão do grupo masculino em 2016, agora sob investigação.
No final de novembro de 2018, o mesmo painel de juízes encarregado do caso "La Manada" condenou um homem de Lodosa, Navarra, por 'maus-tratos' ocasionais e proferiu uma pena de prisão de 10 meses em um caso em que o réu "tentou matar [a vítima] com uma faca e por estrangulamento enquanto ela lutava por sua vida, com seus filhos pequenos assistindo, antes de finalmente desistir”; a sentença citou o estado mental do homem como fator atenuante. A Anistia Internacional denunciou os obstáculos encontrados pelas vítimas de agressão de gênero no sistema de justiça espanhol.

Daniel Alves pode se tornar a primeira celebridade a ser condenada por uma nova lei espanhola que determina punições mais severas para crimes contra mulheres.